# Tassé
Tassé là một xã thuộc tỉnh Sarthe trong vùng Pays-de-la-Loire tây bắc nước Pháp. Xã này có diện tích 10,8 km2, dân số năm 2006 là 298 người.